# Bennet Wiegert
Bennet „Benno“ Wiegert (* 25. Januar 1982 in Magdeburg) ist ein deutscher Handballtrainer und ehemaliger Handballspieler.

## Karriere
Das Handballspiel lernte er durch seinen Vater Ingolf Wiegert kennen, der unter anderem DDR-Meister und Olympiasieger (1980) war. Sowohl er als auch sein ehemaliger Trainer Alfreð Gíslason – dieser hatte ihn beim SCM trainiert – haben Benno sportlich am meisten geprägt.
1998 lief Wiegert, der auf den Positionen Linksaußen und Rückraum links eingesetzt wurde, zum ersten Mal in der Profimannschaft des SC Magdeburg (SCM) auf und etablierte sich in dem Team. Mit den Magdeburgern wurde er Deutscher Meister (2001), Champions-League-Sieger (2002) und Vereins-Europameister (2002 und 2003). Außerdem war Wiegert mehrfacher A- und B-Jugendmeister und wurde 2000 Schülerweltmeister. Für die Nationalmannschaft spielte er fünf Mal und warf 14 Tore. Von 2004 bis 2006 lief er für den Bundesligisten Wilhelmshavener HV auf. In der Saison 2006/07 spielte der Profihandballer für den zwölffachen Deutschen Meister VfL Gummersbach. Ab der Saison 2007/08 bis zu seinem Karriereende 2013 spielte Wiegert wieder beim SC Magdeburg.
Nach seinem Karriereende war er beim SC Magdeburg als Jugendkoordinator tätig. Als der SCM im Oktober 2013 mehrere verletzungsbedingte Ausfälle zu beklagen hatte, gab Wiegert sein Comeback.
Ab November 2015 war Wiegert als Co-Trainer der DHB-Auswahlmannschaft des Jahrgangs 2000/01 tätig.
Seit Dezember 2015 trainiert Wiegert die Bundesligamannschaft des SCM. Unter seiner Leitung gewann Magdeburg den DHB-Pokal 2016, die EHF European League 2021, den IHF Super Globe 2021 und die Deutsche Meisterschaft 2022. 2022 verteidigte er mit dem SCM den Titel beim IHF Super Globe 2022. Mit dem SCM gewann er die EHF Champions League 2022/23 im Finale gegen KS Kielce mit 30:29 nach Verlängerung. Damit wurde er der erste Deutsche, der sowohl als Spieler als auch als Trainer die Königsklasse gewann. Beim IHF Super Globe 2023 gewann er zum dritten Mal in Folge die Klub-Weltmeisterschaft. Es folgten in der Saison 2023/24 der Sieg im DHB-Pokal und in der deutschen Meisterschaft. In der EHF Champions League 2024/25 gewann er mit dem SCM das Finale gegen die Füchse Berlin.

## Privates
Wiegert ist verheiratet und hat zwei Töchter.

## Erfolge

### Spieler
- SC Magdeburg
  - Deutscher Meister: 2001
  - Champions-League-Sieger: 2002
  - EHF-Pokalsieger: 1999, 2001
  - EHF-Champions-Trophy-Sieger: 2001, 2002

### Trainer
- SC Magdeburg
  - Deutscher Meister: 2022, 2024
  - DHB-Pokalsieger: 2016, 2024
  - EHF European League 2021
  - Champions-League-Sieger: 2023, 2025
  - IHF-Super-Globe-Sieger: 2021, 2022, 2023

### Persönliche Auszeichnungen
- Handball-Bundesliga (Trainer der Saison): 2022, 2024
- German-Handball-Award (Trainer des Jahres): 2021, 2022, 2023